# Jüdischer Friedhof (Bad Laasphe)
Der Jüdische Friedhof Bad Laasphe  befindet sich in der Stadt Bad Laasphe im Kreis Siegen-Wittgenstein in Nordrhein-Westfalen. Als jüdischer Friedhof ist er ein Baudenkmal und seit 2004 in der Denkmalliste eingetragen.
Auf dem mehr als 2.000 m² großen Friedhof Puderbacher Weg/Zum Lehrberg, der direkt an den kommunalen Friedhof angrenzt, sind 73 Grabsteine erhalten. 
Der Friedhof wurde von 1751 bis 1939 belegt.
Das ehemalige Wiesengrundstück war ein Geschenk des damaligen regierenden Grafen Friedrich zu Sayn-Wittgenstein-Hohenstein (1708–1756) an seine  Untertanen jüdischen Glaubens für künftige Bestattungen. Der Biograf Friedrich Wilhelm Goebel (1812–1902) datierte die Schenkung auf das Jahr 1751 und lokalisierte treffend: Ein Grasplatz links am Wege von Laasphe nach Puderbach.